# Niue
Niue, Nioué, Niué
(en) Niue 
(niu) Niuē 
Niue, Nioué ou Niué /nju.e/ (en anglais Niue, en niuéen Niuē) est un pays insulaire de l'océan Pacifique sud, en Polynésie occidentale. Il est situé à 2 400 km au nord-est de la Nouvelle-Zélande, au centre d'un triangle formé par les îles Tonga, Samoa et Cook.
Découverte par les Européens en 1774 par le capitaine James Cook qui ne put y débarquer, l'île devint en 1900 un protectorat britannique et a fait partie de la Nouvelle-Zélande à partir du 11 juin 1901. Le 19 octobre 1974, Niue, à l'instar des îles Cook, conclut un accord de libre association avec la Nouvelle-Zélande au sein du royaume de Nouvelle-Zélande.
En tant qu'État autonome, il dispose de sa propre politique étrangère. Il est reconnu comme État non-membre par l'Organisation des Nations unies (ONU). Niue est économiquement et logistiquement dépendante de la Nouvelle-Zélande.

## Toponymie
Issu du niuéen, le mot niuē se décompose en niu (en français : « cocotier ») et ē (« ici »). Il signifie en français « voici le cocotier ». Son nom officiel en niuéen est Niuē mais on trouve parfois la forme « Niuē Fekai » qui est un emprunt au tongien ou au samoan signifiant « Niue la Sauvage »,.
L'île est également surnommée en anglais « The Rock » ou « The Rock of Polynesia » (en français  « Le Rocher » ou « Le Rocher de Polynésie »), ou encore en niuéen « Nukututaha » ou « Motusefua » (« la solitaire »), du fait de son isolement dans l'océan Pacifique,.

## Géographie

### Localisation, frontières et superficie
Niue est une île située dans l'océan Pacifique sud, entre l'équateur et le tropique du Capricorne. Elle est à environ 385 km à l'est de Vavaʿu aux Tonga, à 930 km à l'ouest de l'île Rarotonga — l'île principale des îles Cook — et à 2 400 km au nord-est d'Auckland — la plus grande ville de Nouvelle-Zélande.
L'île ne dispose d'aucune frontière terrestre. Elle a deux frontières maritimes : avec les Tonga et avec les États-Unis (par les Samoa Américaines).
Avec une superficie de 261,46 kilomètres carrés, Niue est l'un des plus petits territoires au monde.

### Topographie
Paradoxalement, Niue est une des plus grandes îles coralliennes au monde. C'est aussi un atoll surélevé. Le terrain est constitué d'un plateau central d'une altitude moyenne de 60 mètres diminuant au centre, entouré de falaises de calcaire de 25 mètres délimitant une bande côtière d'environ 500 mètres, appelée terrasse d'Alofi, d'une altitude moyenne de 20 à 25 mètres. L'île est également entourée d'une barrière de corail.
Cette configuration est le résultat de l'émergence d'un volcan sous-marin, il y a trois millions d'années, qui s'est ensuite éteint, et dont le sommet s'est recouvert d'un récif corallien pour former un atoll, il y a 1,2 million d'années. Puis, par les montées et descentes successives du niveau de la mer (au gré des différents épisodes de glaciation), d'autres dépôts coralliens se sont formés plus ou moins loin du sommet, créant le palier actuellement observé. L'attitude actuelle du sommet de l'île est de 68 m.

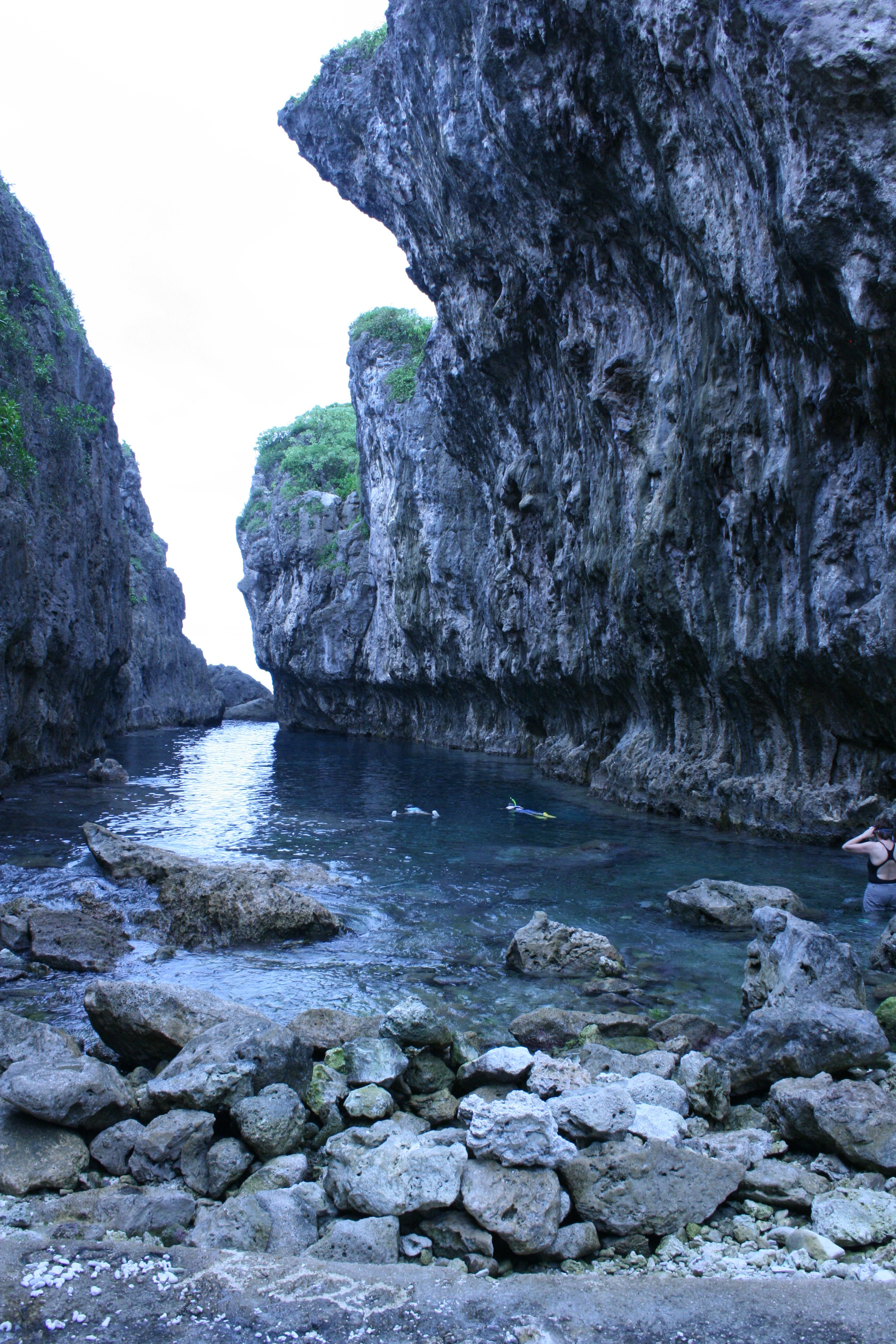
Gouffre de Matapa, Hikutavake.

Plusieurs grottes, telle la grotte d'Avaiki ou celle de Liku, parsèment Niue.
La structure géologique de Niue l'empêchera de perdre des terres face à l'élévation du niveau de la mer, mais ses fournitures d'eau douce souterraines sont très vulnérables.

### Climat

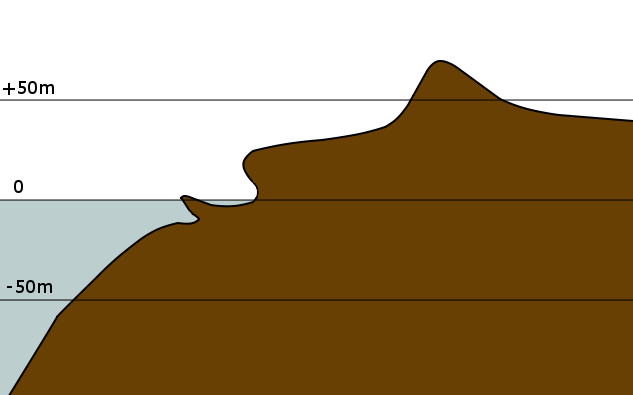
Profil de la côte de Niue.

Carte topographique de Niue.

Niue a un climat tropical marqué par le passage occasionnel de cyclones tropicaux. Ainsi en janvier 2004, le cyclone Heta a durement frappé le pays, faisant deux morts et endommageant une bonne partie des constructions,,,.
| Mois                              | jan. | fév. | mars | avril | mai | juin | jui. | août | sep. | oct. | nov. | déc. | année |
| --------------------------------- | ---- | ---- | ---- | ----- | --- | ---- | ---- | ---- | ---- | ---- | ---- | ---- | ----- |
| Température minimale moyenne (°C) | 23   | 24   | 24   | 23    | 22  | 21   | 20   | 20   | 21   | 21   | 22   | 23   | 22    |
| Température moyenne (°C)          | 26   | 27   | 26   | 25    | 25  | 23   | 22   | 23   | 23   | 24   | 25   | 26   | 25    |
| Température maximale moyenne (°C) | 28   | 29   | 28   | 27    | 26  | 26   | 25   | 25   | 26   | 26   | 27   | 28   | 27    |
| Record de froid (°C)              | 20   | 20   | 20   | 14    | 15  | 13   | 11   | 11   | 15   | 15   | 11   | 17   | 11    |
| Record de chaleur (°C)            | 38   | 38   | 32   | 36    | 30  | 32   | 35   | 37   | 36   | 31   | 37   | 36   | 38    |
| Précipitations (mm)               | 260  | 250  | 300  | 200   | 130 | 80   | 90   | 100  | 100  | 120  | 140  | 190  | 2 070 |

### Transports
En 2008, Niue comptait 120 kilomètres de routes et un aéroport, situé au sud-ouest de l'île, près d'Alofi. Niue ne possède pas de port en eau profonde, mais des bateaux légers peuvent accoster à Alofi.
Il n'y a pas de bus à Niue. Les habitants utilisent leur voiture ou leur deux-roues pour se déplacer.

## Biodiversité

Carte des zones forestières et agricoles de Niue indiquant la localisation des réserves et zones de conservation de l'écosystème de l'île.

La zone forestière couvre près du quart de l'île et figure parmi les 34 points chauds de la biodiversité du monde, abritant certaines espèces de plantes et d'animaux les plus menacées de la planète.

### Flore
Niue abrite 629 espèces de plantes vasculaires, dont 175 sont locales. L'île peut être divisée en deux grandes zones de végétation : la forêt tropicale dans l'arrière-pays, et la zone côtière. La plupart de la superficie est peuplée d'arbustes et seuls quelques hectares sont couverts de forêt vierge.
L'occupation humaine a modifié la végétation de Niue de façon significative. La forêt vierge, constituée de grands arbres et d'arbustes, n'est plus présente que dans la partie centrale de l'île, appelée forêt d'Huvalu, où toute activité humaine est strictement interdite. Une grande partie du territoire restant est parsemé d'une forêt secondaire.

### Faune
Les mammifères terrestres ne sont représentés à Niue que par les espèces introduites par l'homme : chiens, porcs et chats. La seule exception est le Renard volant des Tonga (Pteropus tonganus), une espèce de chauve-souris, qui joue un rôle important dans l'écosystème de l'île : il pollinise une proportion importante de plantes indigènes. Cependant, la déforestation et le braconnage ont conduit à une diminution de sa population.
Niue abrite 51 espèces d'oiseaux dont la plupart ne sont pas endémiques. Les sous-espèces endémiques sont l'Échenilleur de Polynésie (Lalage maculosa whitmeei) et le stourne de Polynésie (Aplonis tabuensis brunnescens).

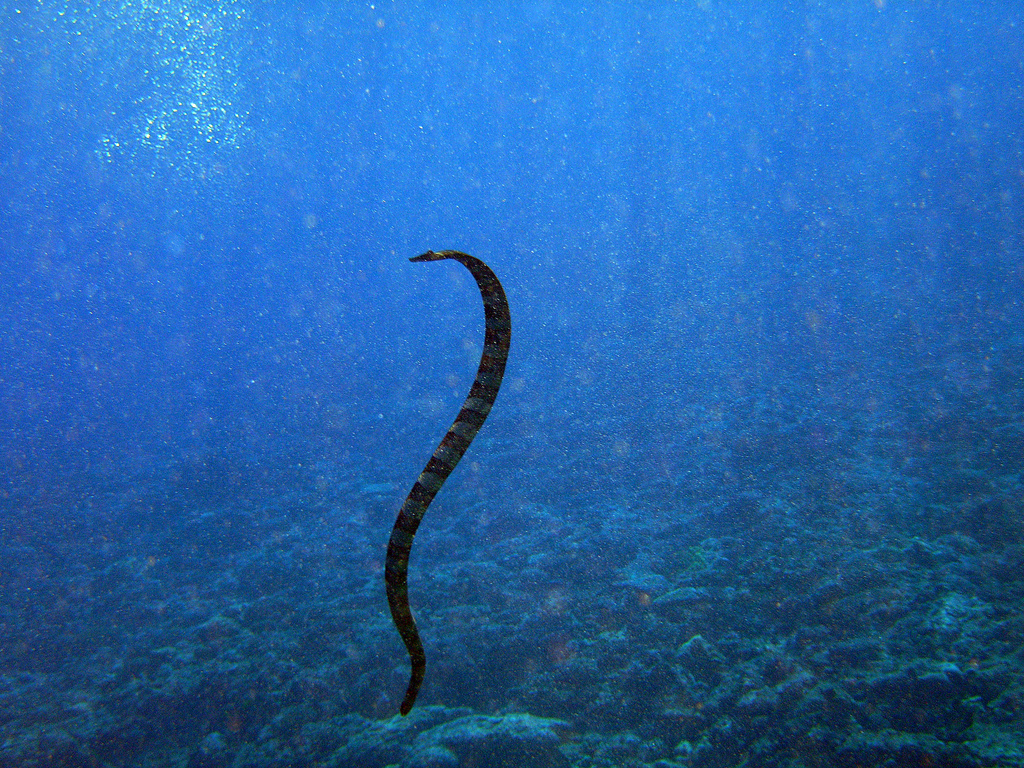
Un katuali dans les eaux de Niue.

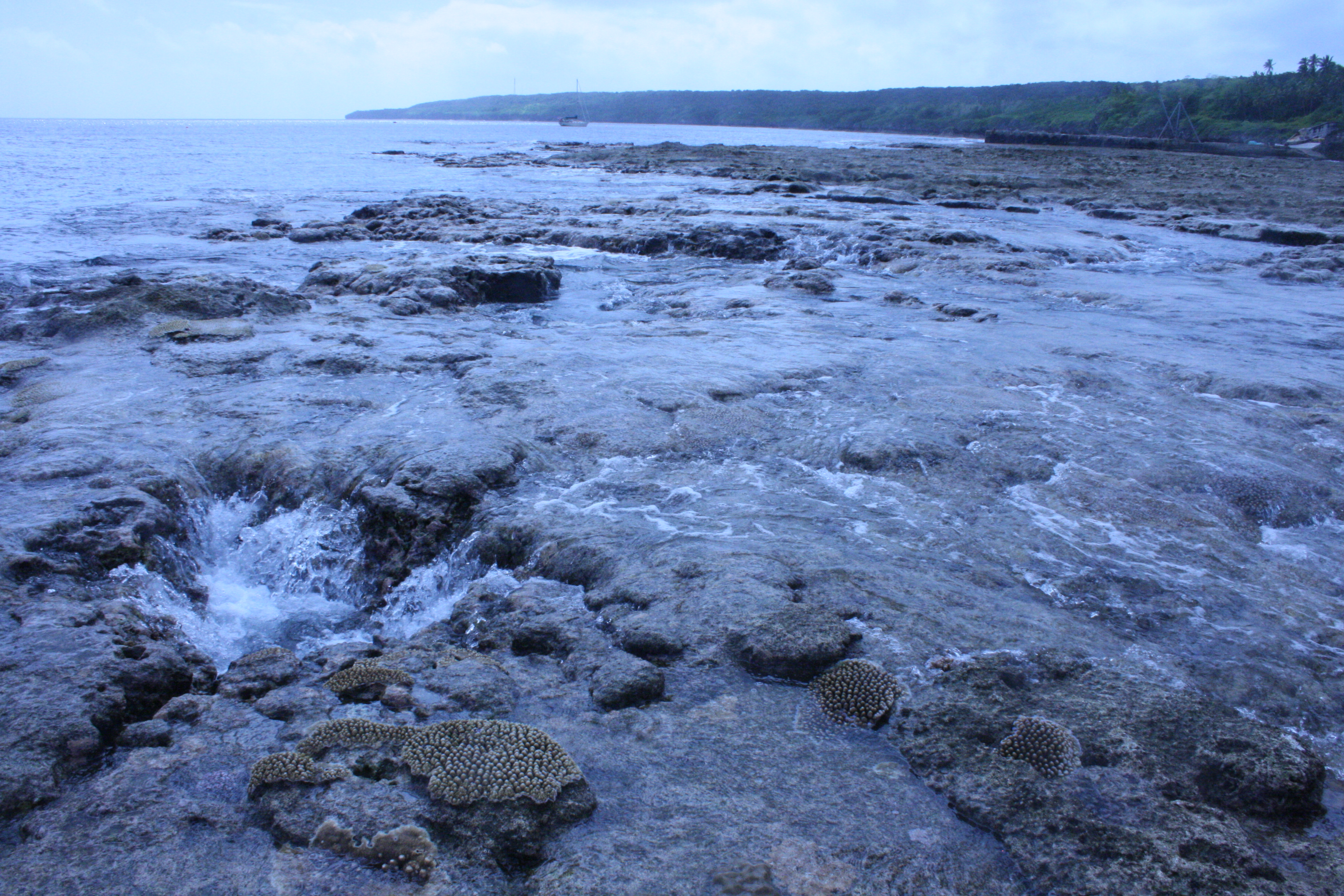
Banc de Coraux a Niue.

Les eaux de Niue abritent une grande quantité d'espèces comme le dauphin à long bec, le katuali  —   serpent venimeux  —  le sprat (en niuéen : kaloama), le hareng (en niuéen : atule), ainsi qu'un grand nombre d'anémones de mer et de petits poissons, qui trouvent refuge dans la barrière de corail entourant l'île.

### Protection de l'environnement
Le gouvernement de Niue consacre une attention considérable à la protection de l'environnement, et le pays dispose de plusieurs réserves naturelles. La plus grande d'entre elles, la zone de conservation de la forêt d'Huvalu, est située dans la partie orientale de l'île entre les villages de Liku et Hakupu et sa superficie de 54 km2 abrite environ 188 000 animaux.
Au sud de l'île est située la réserve marine d'Anaunau (anciennement connue sous le nom Namoui) représentant 40% de sa ZEE,,.
À l'occasion de la Conférence de Paris de 2015 sur les changements climatiques, Niue se prononce avec sept autres territoires du Pacifique pour valoriser leur «capacité d'adaptation» et faire reconnaître leurs droits en tant que pays menacés par le changement climatique.
En 2020, Niue est la première nation au monde à devenir « sanctuaire international de ciel étoilé », en plus du label « communauté internationale de ciel étoilé », distinctions toutes deux attribuées par l'association internationale Dark Sky (IDA),.

## Histoire

### Migration austronésienne
Vers 4 000 av. J.-C.,, des habitants du sud du littoral est asiatique, cultivateurs de millet et de riz, traversent le Détroit de Taïwan pour s'installer sur l'île éponyme.
Les Austronésiens, à l'origine de cette migration, vont la poursuivre d'île en d'île sur plusieurs millénaires, à travers le sud-est asiatique.
Ils poursuivent leur route à l'est jusqu'aux îles Fidji vers 1 500 av. J.-C. et sont à l'origine du peuplement polynésien ultérieur de l’Océanie.

### De la colonisation polynésienne au premier contact avec les Européens
Les premiers habitants de Niue sont des Polynésiens — certainement lapita — venus des îles Samoa qui s'y installent vers l'an 900. Une seconde vague migratoire provient des îles Tonga au XVIe siècle.

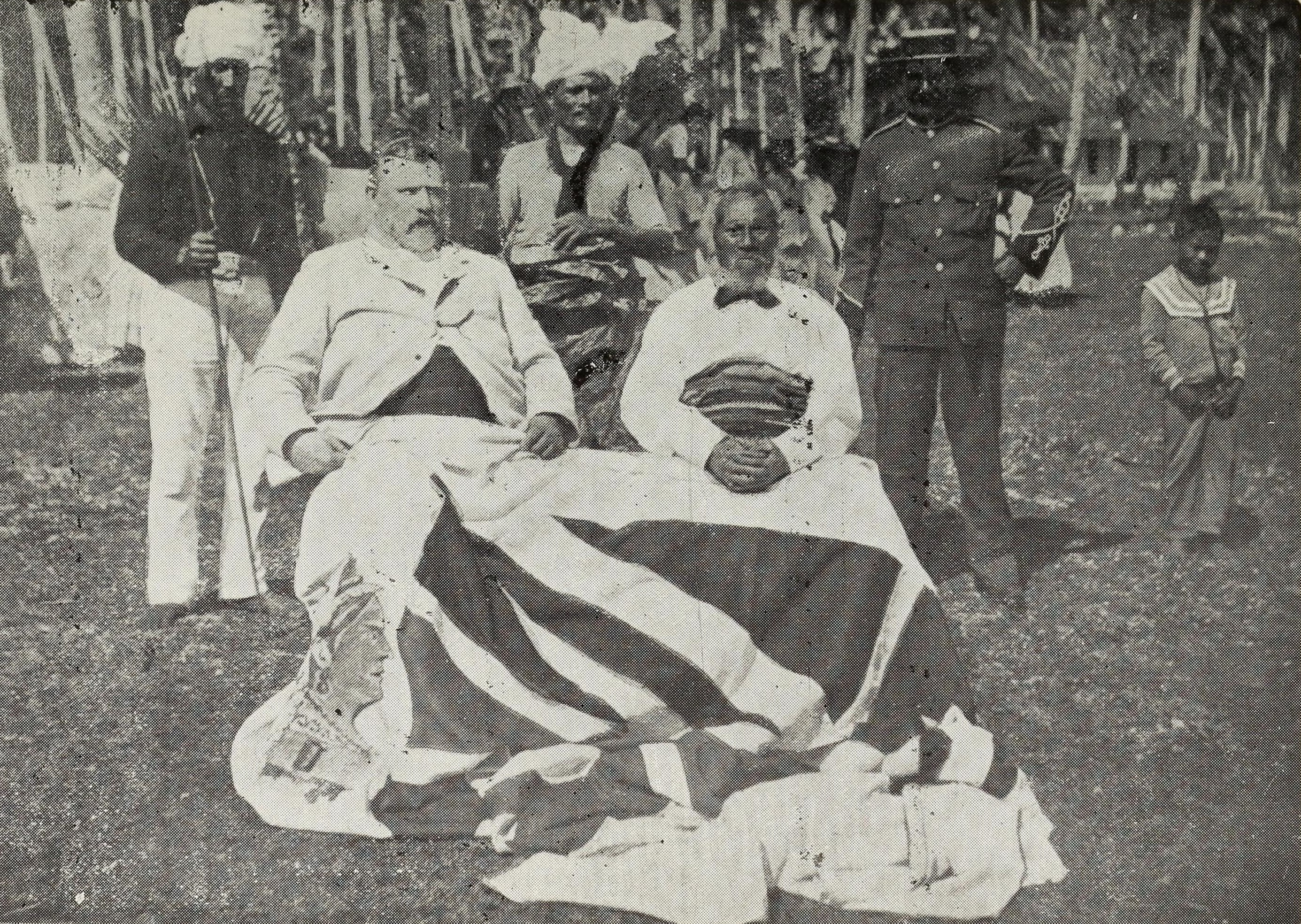
Richard Seddon et le roi de Niue drapés du drapeau de la Nouvelle-Zélande en 1900.

Jusqu'au début du XVIIIe siècle, il semble n'y avoir eu aucun gouvernement national à Niue. Des chefs (iki) et chefs de famille dirigeaient chacun une partie de la population.
Puis, vers l'an 1700, le concept de monarchie semble avoir été importé à travers des contacts avec les Samoa ou les Tonga, et une succession de patu-iki (rois) gouverne dès lors l'île.
Le premier contact avec les Européens eut lieu en 1774 lorsque le capitaine James Cook aperçut ce qu'il appela l’Île Sauvage.
Cook fait trois tentatives de débarquement sur l'île, mais ne fut pas autorisé à le faire par les habitants polynésiens. Celui-ci nomme le territoire « Île Sauvage » car, selon la légende, les indigènes l'ayant accueilli, lui et son équipage, étaient peints avec ce qui semblait être du sang. Cependant, la substance qu'ils utilisaient pour colorer leur visage, ainsi que leur bouche et leurs dents était celle de la hulahula, une banane rouge indigène.

### Évangélisation
Les visiteurs européens suivants sont des notables de la London Missionary Society arrivés en 1846 sur le navire dénommé Messager de la paix. Après des années d'efforts pour installer un missionnaire chrétien à Niue, un natif nommé Nukai Peniamina est emmené aux îles Samoa où il suit une formation dans un institut d'études bibliques à Malua.
Peniamina retourne comme missionnaire à Niue avec l'aide de Toimata Fakafitifonua. Il est autorisé à s'installer dans le village de Uluvehi Mutalau, après plusieurs tentatives dans d'autres villages. Les chefs du village Mutalau permettent à Peniamina d'accéder à la terre et affectent plus de 60 guerriers pour le protéger jour et nuit au fort Fupiu.
Le christianisme est d'abord enseigné au peuple de Mutalau avant d'être étendu à d'autres villages de Niue. À l'origine, plusieurs villages importants sont opposés à l'introduction du christianisme et cherchent à tuer Peniamina.
Les habitants du village de Hakupu, sont les derniers à demander l'enseignement du christianisme, ce qui explique le changement de nom de celui-ci en « Ha Kupu Atua », qui signifie « toute parole de Dieu », ou « Hakupu » en abrégé.
Tui-toga, qui règne de 1875 à 1887, est le premier roi chrétien du pays.

### Convoitise impérialiste et mise en place du protectorat britannique
Durant l'Hiver 1862-63, Niue est victime du système blackbirding.
Par la convention anglo-allemande du 6 avril 1886 (en), les archipels des Samoa, des Tonga et de Niue sont déclarés « région neutre ».
En 1887, le roi Fata-a-iki, qui règne de 1887 à 1896, propose de demander protection à l'Empire britannique, craignant les conséquences de l'annexion par une puissance coloniale moins bienveillante.
La même année, celui-ci écrit à la reine Victoria, et lui demande d'établir un protectorat britannique sur l'île. Sa lettre demeure sans réponse, de même qu'une seconde en 1895. En 1900, le Royaume-Uni consent enfin à établir un protectorat.

### Période coloniale
Niue est annexée l'année suivante, en 1901, par la Nouvelle-Zélande, et administrée par celle-ci au nom de l'Empire britannique jusqu'en 1974.
Pendant toute la durée de l'administration néo-zélandaise, Niue reste un territoire marginal et sous-développé, ce qui peut expliquer l'émigration de nombreux Niuéens en Nouvelle-Zélande. A cela s'ajoute la discrimination raciale de l'autorité coloniale, avec l'interdiction faites aux indigènes de consommer de l'alcool comme le relève Vili Nosa.
Durant la Première Guerre mondiale, sur les quelque 4 000 Niuéens que comptait l'île avant-guerre, 149 sont envoyés combattre en France sous les drapeaux du royaume de Nouvelle-Zélande, parmi lesquels beaucoup sont morts de maladies,.
En 1917, Felix von Luckner officier de la  Kaiserliche Marine allemande ment sur sa nationalité auprès des autorités britanniques et se faisant passer pour un allié, parvint à mouiller et débarquer en divers endroits du Pacifique, dont l'île de Niue le 13 septembre 1917.
Le représentant de la Nouvelle-Zélande à Niue dans les années 1950, Cecil Hector Larsen, a été assassiné par des habitants parce qu'il était autoritaire.

### Autodétermination et libre association

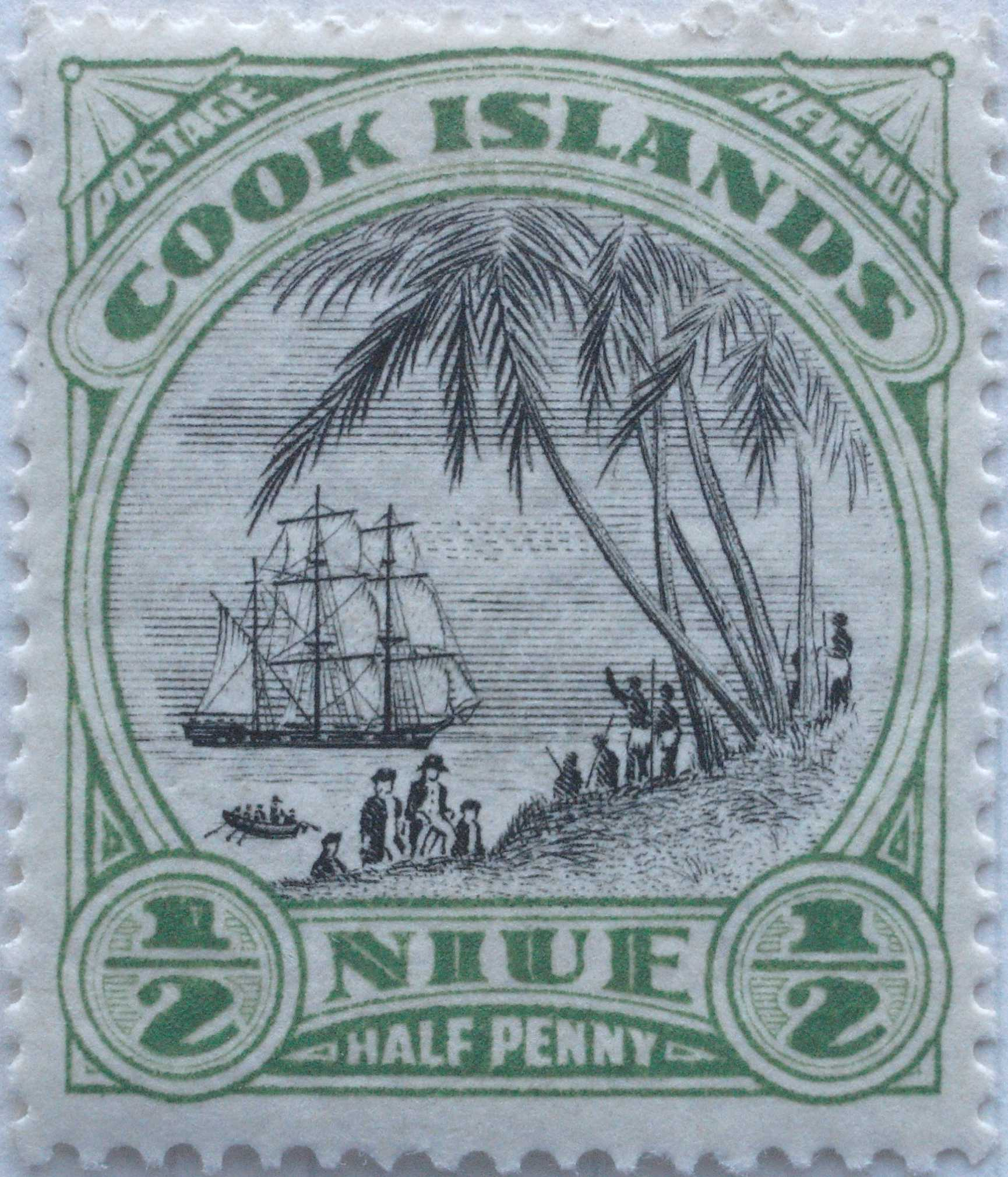
Timbre de Niue (1932) commémorant la venue de James Cook et de son équipage sur l'île.

La première assemblée législative des Niuéens a été élue en 1960 et, en 1966, l'autorité du Haut commissaire de l'île est en partie déléguée.
L'autonomie, sous forme de libre association, est accordée le 19 octobre 1974 par le parlement néo-zélandais à la suite d'un référendum. Le référendum à Niue en 1974 offrait trois options : l'indépendance, l'autonomie ou la poursuite en tant que territoire néo-zélandais. La majorité choisit l'autonomie et la Constitution écrite de Niue est promulguée comme loi suprême. Robert Rex, métis natif de l'île, est nommé Premier ministre du pays, un poste qu'il a occupé jusqu'à sa mort, 18 ans plus tard. Rex est devenu le premier Niuéen à recevoir le titre de chevalier commandeur de l'ordre de l'Empire britannique en 1984.
En janvier 2004, le cyclone Heta tue deux personnes et cause d'importants dégâts à toute l'île, notamment au sud d'Alofi. Un nombre élevé d’immeubles d’Alofi sont détruits, y compris l'hôpital. Les bâtiments du gouvernement ont été déplacés depuis vers un lieu moins exposé, à l’intérieur des terres.
La Nouvelle-Zélande assure de fait la sécurité extérieure du pays et le financement de son budget, compte tenu de la quasi-absence de ressources sur l'île, autre que la noix de coco et la pêche et les ressources envoyées au pays par les Niuéens expatriés. L'activité financière off-shore est une des rares ressources de Niue.

## Politique et administration

### Organisation des pouvoirs
Niue est doté d'un régime parlementaire monocaméral de type Westminster. Le pouvoir exécutif est détenu de jure par le roi de la Nouvelle-Zélande, Charles III — qui occupe le trône du Royaume depuis le 8 septembre 2022 —, et son représentant, le gouverneur général de Nouvelle-Zélande. Le gouvernement néo-zélandais est représenté à Niue par un haut-commissaire. Toutefois, la Constitution confie le soin de gouverner l'île à un gouvernement local composé d'un Premier ministre et de trois autres ministres. Ceux-ci sont issus du Parlement de Niue, organe du pouvoir législatif, dont les membres sont élus par les citoyens niuéens tous les trois ans. Depuis les élections législatives niuéennes de 2020, l'actuel Premier ministre est Dalton Tagelagi.
Le pouvoir judiciaire est séparé des deux autres et repose sur un système de common law, issu du droit anglais. Le comité judiciaire du Conseil privé du Royaume-Uni demeure la plus haute instance judiciaire de Niue.

### Libre association et politique étrangère
Niue est l'un des plus petits États indépendants du monde. Bien qu'étant reconnu par la communauté internationale, il est représenté par la Nouvelle-Zélande à l'Assemblée générale des Nations unies. En revanche, l’État siège au sein de plusieurs institutions spécialisées comme à l’Organisation des Nations unies pour l'éducation, la science et la culture depuis 1993, à l’Organisation mondiale de la santé depuis 1994 et à l'Organisation des Nations unies pour l'alimentation et l'agriculture depuis 1999. Le 25 septembre 2023, il est reconnu comme État indépendant par les États-Unis.

#### Engagements internationaux
Niue a commencé à mener sa propre politique étrangère en établissant des relations avec une vingtaine d'États et en particulier l'Inde et la Chine. La pleine capacité de conclusion des traités lui étant reconnue depuis 1994, Niue est signataire de plusieurs accords internationaux dont la Convention sur l'interdiction des armes chimiques, la convention de Montego Bay sur le droit de la mer, ou le Traité sur l’interdiction complète des essais nucléaires (TICE). Le pays est également membre des principales organisations régionales que sont le Forum des îles du Pacifique (FIP), la Communauté du Pacifique (CPS), le Programme régional océanien de l’environnement (PROE), le Forum pour le développement des îles du Pacifique (FDIP) et le Groupe des dirigeants polynésiens (GLP). En termes de diplomatie climatique, Niue est un membre actif de l’Alliance des petits États insulaires (AOSIS), et a ratifié l’accord de Paris pour le climat le 28 octobre 2016.
Niue fait partie des États signataires de l'accord PACER Plus (Accord du Pacifique pour des relations économiques rapprochées), signé le 14 juin 2017 en remplacement du précédent PACER (en), ratifié par Niue en 2002. Cet État a par ailleurs contribué à la Mission régionale d'assistance aux Îles Salomon (RAMSI) par la mise à disposition de personnels de police de 2006 à 2010.
Niue fait partie de la Pacific Islands Chiefs of Police (PICP).

### Vie politique locale et découpage territorial
Des élections législatives se sont tenues à Niue en mai 2011. Il s'agissait d'élire les vingt membres de l'Assemblée nationale. Quatorze députés ont été élus en tant que représentants des villages, et six élus hors circonscription. Il y avait environ 600 électeurs inscrits. Depuis 2003, il n'y a pas de parti politique à Niue et les candidats étaient donc inscrits à titre indépendant.

Municipalités de Niue.

Niue est divisée en 14 municipalités. Ces municipalités envoient chacune un représentant au parlement de Niue. Les municipalités d'Alofi-Nord et Alofi-Sud forment la capitale de l'île, Alofi.
1. Makefu
2. Tuapa
3. Namukulu
4. Hikutavake
5. Toi
6. Mutalau
7. Lakepa
8. Liku
9. Hakupu
10. Vaiea
11. Avatele
12. Tamakautoga
13. Alofi-Sud
14. Alofi-Nord

## Économie

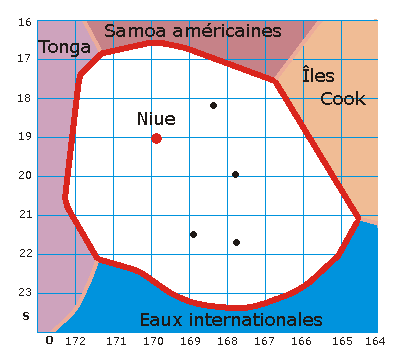
La zone économique exclusive de Niue. Les quatre points noirs représentent des récifs appartenant à Niue.

L'économie niuéenne est totalement dépendante de l'aide publique néo-zélandaise, qui avec environ 15 millions de dollars néo-zélandais assure les trois quarts du budget local. La majeure partie de ce budget est utilisée pour les infrastructures. La plupart des services publics sont gratuits.
Les importations sont 45 fois plus importantes que les exportations. C'est l'une des balances commerciales les plus déséquilibrées du monde.

### Principaux secteurs d'activité

#### Agriculture et agroalimentaire
L'agriculture est marginale (8 % de l'île consiste en des cultures permanentes) et essentiellement des cultures vivrières. Son produit (noix de coco, fruit de la passion, miel, taro, igname, manioc, patate douce, vanille) est peu exporté. Les plantations de cocotiers sont surtout concentrées sur la bordure côtière. L'usine de fabrication de noix de coco a fermé en 1989 à la suite d'un cyclone tandis que le Cyclone Ofa (en) détruisit en 1990 les cultures de citrons, de vanille, et de fruits de la passion. Une nouvelle usine a ouvert ses portes en 2004.
Le gouvernement niuéen collabore avec la Niue Honey Company qui s'est lancée dans une campagne de financement participatif pour améliorer les mesures de biosécurité à Niue, construire une nouvelle miellerie et financer la recherche et le développement du projet. L'île abrite en effet l'une des dernières colonie d'abeilles Apis mellifera ligustica vierge de contamination par la varroose, une maladie causée par le parasite Varroa Destructor, et pouvant entrainer dans certains cas la mort de ruches. Aujourd'hui répandue toute autour du globe, cette maladie n'a pourtant pas affecté les abeilles de Niue, protégées par le relatif isolement géographique du pays.

#### Pêche
L'île dispose d'une Zone Économique Exclusive estimée entre 390 000 et 450 000 km2.

#### Finance
En 1993, Niue créa un centre financier afin d'accueillir les compagnies off-shore fuyant leurs taxes locales. Depuis, plus de 6 000 sociétés se sont enregistrées, assurant 10 % des revenus du pays. En 2002, à la suite de rumeurs sur le transit de capitaux appartenant à des cartels sud-américains, puis des menaces de sanctions, Niue mit un terme aux activités bancaires (mais pas aux enregistrements de sociétés), ce qui lui permit d'éviter d'être listé sur la liste française des États ou Territoires Non Coopératifs (ETNC) dits paradis fiscaux. Elle disparait de la liste en 2007 avant d'y réapparaitre en janvier 2014, puis d'en être retirée en janvier 2020.

#### Tourisme
Le tourisme se développe depuis le dernier quart du XXe siècle. En 1996, le gouvernement néo-zélandais dépensa 10 millions de dollars pour agrandir la piste de l'aéroport et construire l'hôtel Matavai afin de promouvoir le tourisme, sans grand succès. Sur les 3 000 visiteurs annuels, la moitié sont des Niuéens expatriés, 7 % sont des néo-zélandais. À partir de 2009, la Nouvelle-Zélande et Niue travaillent en partenariat pour promouvoir le développement du tourisme en tant qu'investissement économique clé pour Niue. En 2009, en réponse aux efforts infructueux dans d'autres secteurs du développement économique, le premier ministre de Niue, Hon Toke Talagi, cherche à accentuer davantage le développement du tourisme.

### Autre manne financière
La vente de timbres aux philatélistes, les royalties des compagnies de pêche ou issues de la vente de pièces de monnaie assurent un apport de capitaux. L'attribution des noms de domaine de premier niveau du pays est également une importante ressource financière, celui-ci (.nu) ayant une prononciation proche des mots anglais, néerlandais ou suédois signifiant « nouveau » ou « maintenant ».

## Population et société

### Sécurité et criminalité
Le port d'armes est autorisé sur l'île. Cependant, la seule arme à feu autorisée est le fusil de chasse de Calibre 12.

### Éducation
Il y a une école primaire et une école secondaire (Mata Ki Luga) à Niue,.
Le gouvernement de Niue finance l'université du Pacifique Sud (USP) qui possède un site universitaire sur l'île. Le site de l'USP est ouvert en 1972 dans l'ancien bâtiment du Niue Teachers College, mais il est ensuite transféré en 2000 dans des installations plus récentes, sur son site actuel à Paliati, qui est officiellement ouvert par le vice-chancelier Esekia Solofa. Initialement, la raison principale de ce déménagement était de réaliser un projet du gouvernemental visant à regrouper l'école primaire de Niue, l'école secondaire de Niue, l'université et le bureau du ministère de l'Éducation en un même pôle éducatif. Cependant, le projet ne s'est concrétisé qu'à la fin de 2018, avec le déménagement du bureau du ministère de l'Éducation.

### Sport
Un journaliste anglais, par boutade, a résumé la situation de ce très petit État sur le plan sportif : toute la population de Niue (environ 1 700 habitants) pourrait tenir dans le plus petit stade de rugby à XIII professionnel, le Oldham's Vestacare Stadium (en).

#### Rugby
L'île dispose d'une fédération de rugby (comprenant une équipe masculine à XV et à XIII ou encore à VII). La discipline est pratiquée, semble t-il, en bonne intelligence, les fédérations locales entretenant des liens entre elles et discutant du développement du ballon ovale dans le pays et de la meilleure stratégie à adopter. Comme cela est souvent le cas pour les équipes océaniennes, c'est au travers de ses émigrés que les habitants de Niue ont pu pratiquer le rugby à XIII, notamment en Australie et en Nouvelle-Zélande. Pour capitaliser à la fois cette expérience des « émigrés » et le talent des joueurs locaux, l'équipe de Niue dispute pour la première fois de son histoire le Championnat du monde de rugby à XIII des nations émergentes en 2018 et finit vice-champion de la compétition. Les rugbymen de l'île peuvent être sélectionnés dans l'Équipe des Pacific Islanders de rugby à XV.
Côté femmes, l'équipe niuéenne de rugby à XIII féminin (en) a fait ses débuts au niveau international dans la Coupe du monde rugby à XIII féminin de 2003 (en). Elle a ont également participé aux Jeux du Pacifique de 2019.

#### Football
L'île dispose d'une fédération de football associée à la Confédération du football d'Océanie (CFO), jusqu'en 2021,, dont l’équipe nationale disputait des rencontres internationales. La fédération est chargée de l'organisation du Championnat de Niue de football. En 2021, une organisation serait en cours de création à Niue en remplacement de la précédente, révoquée pour inactivité par la CFO,.

#### Boulingrin
Les Niuéens remportent pour la première fois de l'histoire une médaille d'or à l'édition de 2019 des Jeux du Pacifique, lorsque l'équipe composée de Joy Peyroux, Pauline Blumsky et Christine Ioane bat le trio samoan 22-5 en finale de l'épreuve féminine de boulingrin à trois. Leur victoire est fêtée en présence de membres du gouvernement à leur retour au pays,.

#### Cyclisme
Chaque année est organisée la « Ride the Rock », événement sportif regroupant deux courses cyclistes anciennement appelées « Round the Rock » et « Rally of the Rock », La première est une course d'un jour de cross-country faisant le tour de l'île depuis Alofi. Tandis que la deuxième est une course se déroulant dans l'intérieur des terres, sous forme d'un contre la montre partant à proximité de Toi,.

### Démographie
Niue souffre d'une chute démographique importante en raison d'un solde migratoire très négatif. En effet, de nombreux Niuéens en âge de travailler préférant s'expatrier (généralement en Nouvelle-Zélande). La population niuéenne a chuté de plus de 60 % en trente ans, passant de 5 215 habitants en 1969 à moins de 2 000 à partir de 1999. La population s’est cependant stabilisée autour de 1600 habitants depuis une dizaine d'années. La population niuéenne ou d'origine niuéenne vivant à l'étranger est quant à elle d'environ 20 000 personnes. En 1991, la population sur l'île était de 2 292 habitants, mais 14 424 Niuéens vivaient en Nouvelle-Zélande. L'espérance de vie des hommes comme des femmes est de 69,5 ans et la mortalité infantile est de 17,5‰. Sa population ne dépasse guère la barre des 1 600 habitants, ce qui fait de Niue le deuxième pays le moins peuplé de la planète après le Vatican.
La densité de population de Niue est, elle aussi, très faible (4,6 habitants par kilomètre carré), ce qui en fait l'un des pays les moins densément peuplés du monde.
| 1950  | 1955  | 1960  | 1965  | 1970  | 1975  | 1980  | 1985  | 1990  | 1995  | 2000  | 2005  | 2010  | 2015  | 2020  | 2022  |
| ----- | ----- | ----- | ----- | ----- | ----- | ----- | ----- | ----- | ----- | ----- | ----- | ----- | ----- | ----- | ----- |
| 4 666 | 4 690 | 4 830 | 5 097 | 5 127 | 3 974 | 3 401 | 2 713 | 2 332 | 2 161 | 1 902 | 1 688 | 1 622 | 1 610 | 1 618 | 1 653 |

| Indicateurs démographiques                        | Années | Années | Années | Années |
| Indicateurs démographiques                        | 2001   | 2006   | 2011   | 2017   |
| Population totale                                 |        |        |        |        |
| - Mâles                                           | 897    | 802    | 802    | 831    |
| - Femmes                                          | 891    | 823    | 809    | 888    |
| - Total                                           | 1 788  | 1 625  | 1611   | 1719   |
| Âge moyen                                         | 29     | 30,7   | 32,8   | 33,0   |
| Sexe ratio                                        | 101    | 97     | 99     | 92     |
| Densité de la population (hab./km2)               | 6,9    | 6      | 6      | 6.1    |
| Taux de migration nette                           | -48,7  | -50    | -2,1   | 0,56   |
| Taux brut de natalité (CBR -%)                    | 18,5   | 15,8   | 18,41  | 17,2   |
| Taux brut de mortalité (CDR -%)                   | 7,8    | 9,3    | 8,9    | 7,2    |
| Taux d'accroissement naturel                      | 25     | 9      | 9,5    | dix    |
| Taux annuel moyen de croissance démographique (%) | -3,8   | -1,9   |        | 1.2    |
| Ratio de dépendance (%)                           | 79,0   | 71     | 63     | 88,1   |
| Taux de fécondité total                           | 3.04   | 2.6    | 2.2    | 3.03   |

### Santé
Selon la Central Intelligence Agency, 50% des adultes étaient atteints d'obésité en 2016 contre 46% en 2015 selon l'OMS. Ce qui place l'Île en 6e position mondiale selon l'Agence.
Durant la pandémie de COVID-19, une autorisation écrite du gouvernement est nécessaire pour les personnes souhaitant se rendre sur l'île ayant séjourné dans les zones fortement touchées. Niue n'a pas déclaré de contamination sur son territoire,.

### Média
Niue dispose depuis 1989 d'une société de radiodiffusion publique basée à Alofi, la Broadcasting Corporation of Niue (BCN), également connue sous le nom de Niue Broadcasting Corporation, qui exploite Television Niue et Radio Sunshine, les seules chaînes de télévision et de radio du pays.
L'hebdomadaire The Niue Star, publié en anglais et en niuéen, est basé à Auckland. Selon la BBC en 2018, il s'agit du seul média indépendant de presse écrite de l'île.
Niue est connu pour être le premier —  et le seul — pays au monde entièrement couvert par un réseau Wi-Fi libre et gratuit, grâce à The Internet Users Society-Niue.

## Culture

### Tradition orale

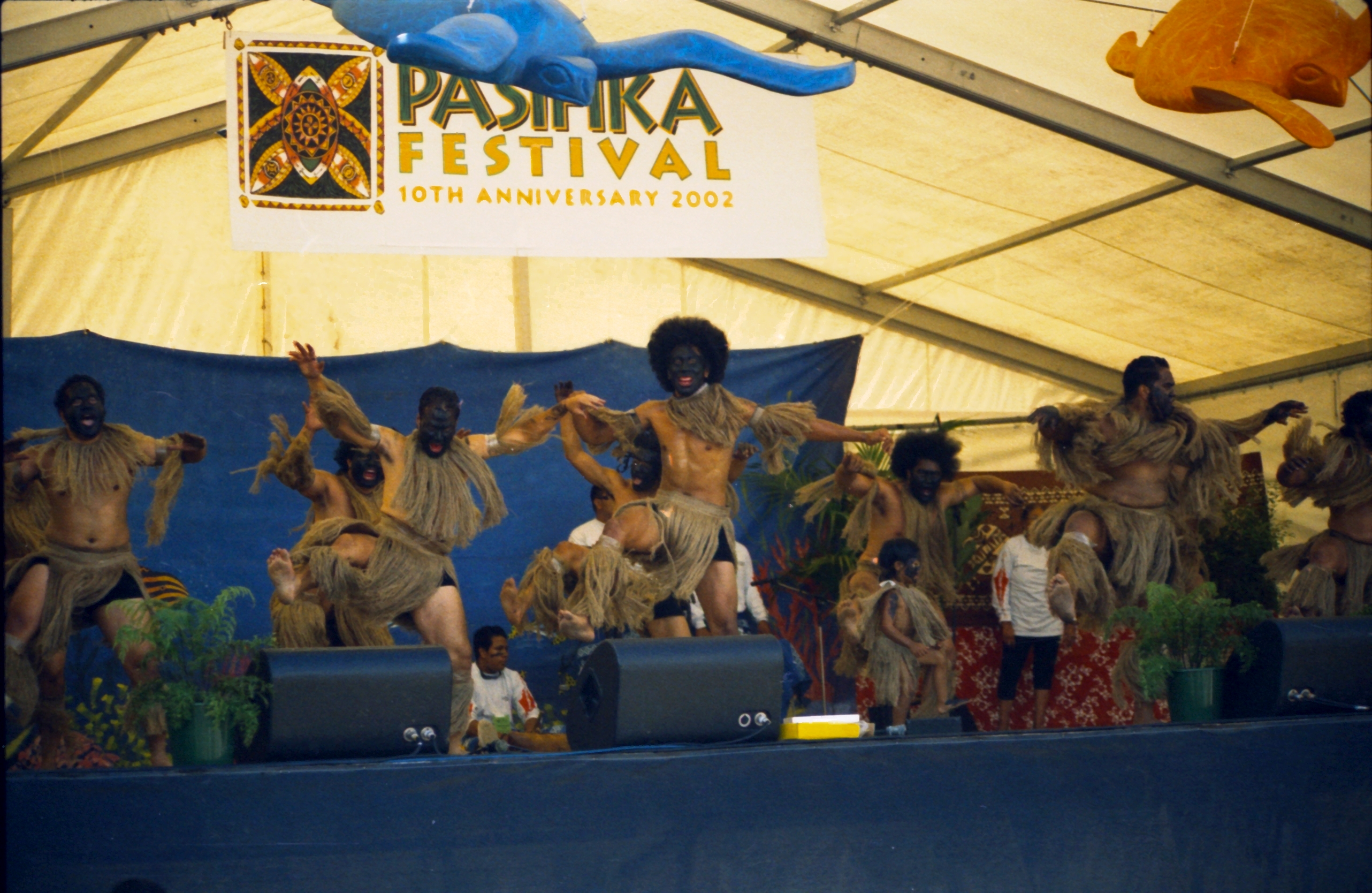
Danseurs au Pasifika Festival.

La culture niuéenne est de tradition orale. Cette transmission repose sur la littérature orale polynésienne permise par la maitrise du niuéen, langue indigène apparentée au tongien et appartenant au groupe des langues polynésiennes. Avec l'artisanat, elle constitue le « Tāoga Niuē » (traduit littéralement « Trésor de Niue »).

### Chant
«Ka vevela mai e laa » et une chanson populaire couramment entendue dans les événements sportifs. Elle accompagne parfois de « Falai Pamu ».
Parmi les chanteurs niuéens les plus connus on peut citer Che Fu, Tigilau Ness ou encore Malcolm Lakatani.

### Danse
Le Takalo est une danse chantée, un rituel pratiqué par les Niuéens —  comme le célèbre Haka des Maoris — , lors de conflits, de manifestation de protestation, de cérémonies ou de compétitions amicales pour impressionner les adversaires.

Joueurs l'équipe de Niue de rugby à XIII exécutant le Takalo avant un test match contre l'équipe des îles Cook de rugby à XIII en 2015.
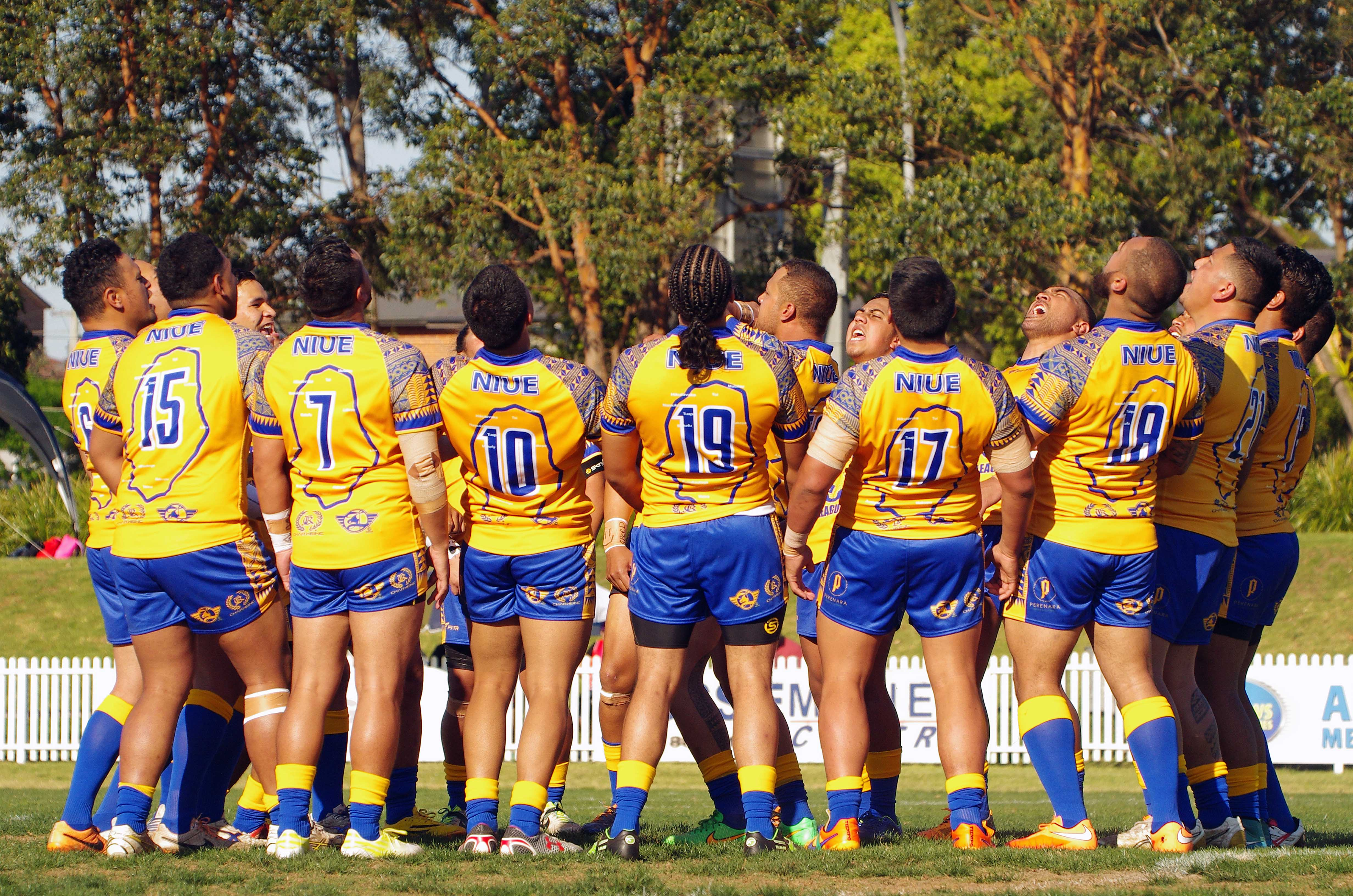
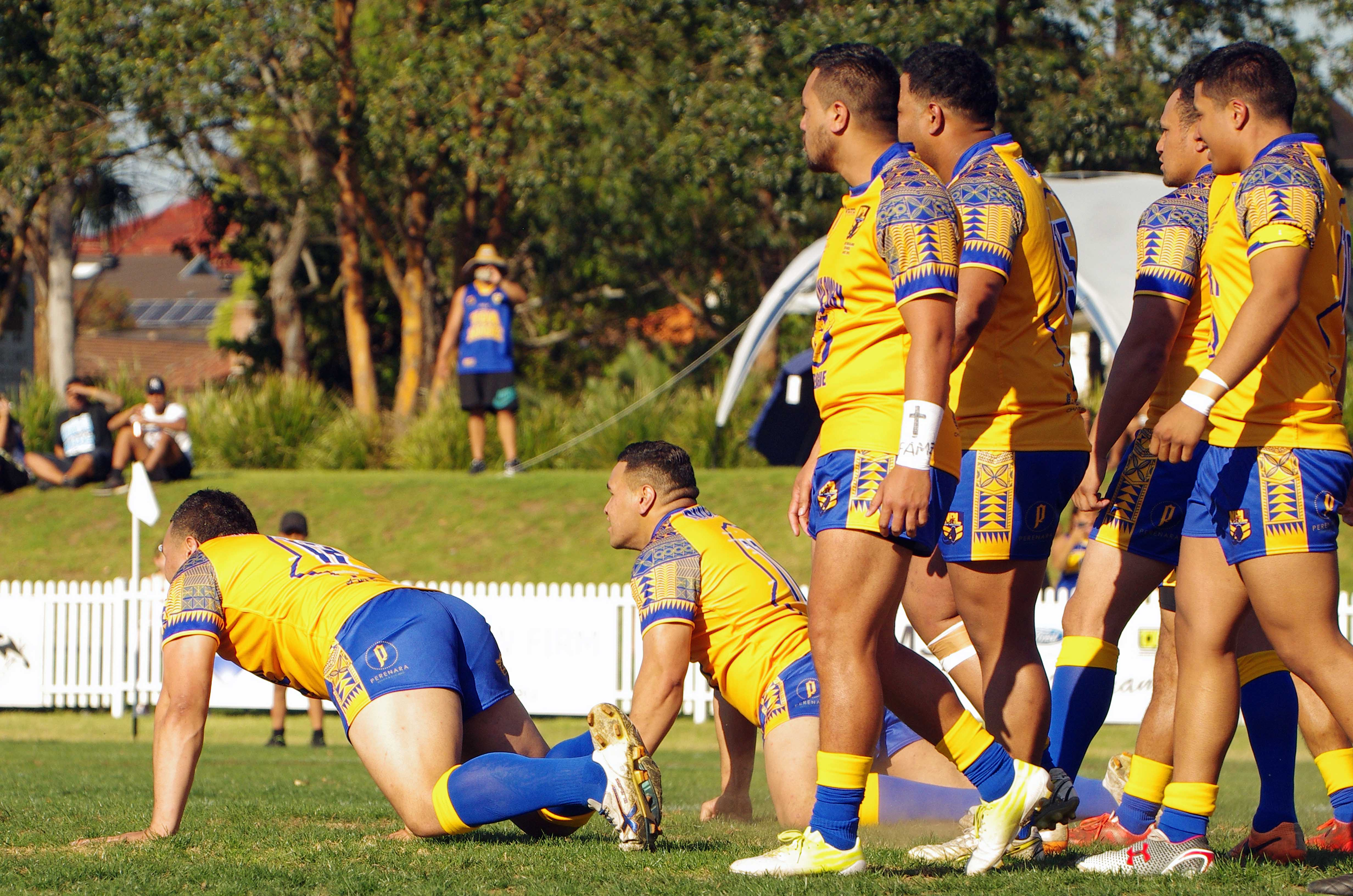
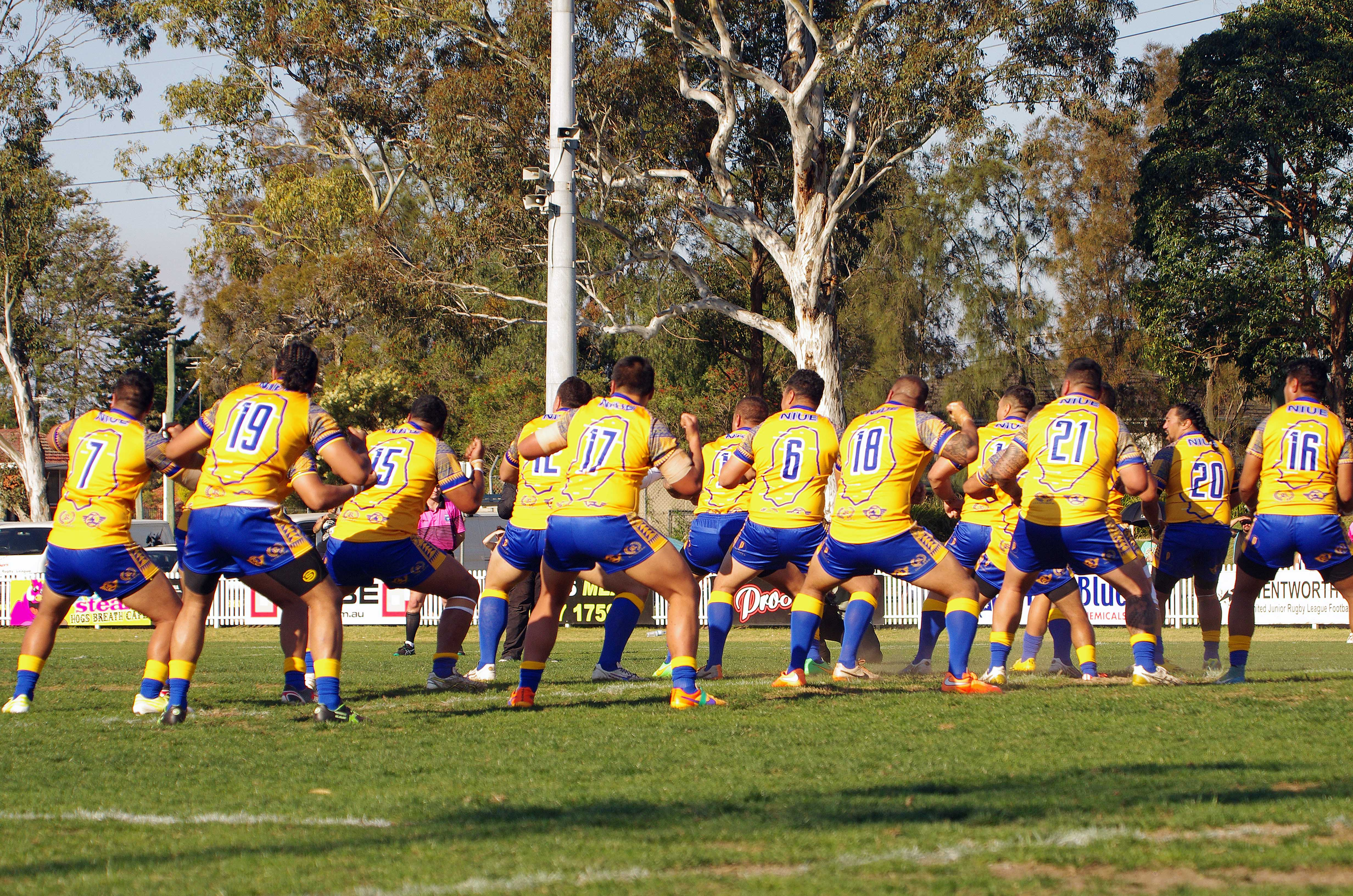

### Gastronomie
Le Umu est plat traditionnel niuéen à base de lait de coco, de poulet et de tubercules. Le Nane Pia également est une spécialités culinaires de l'île, à base de Tacca leontopetaloides et de noix de coco. À Alofi, le marché a lieu deux fois par semaine. On y trouve tous les fruits, légumes, poissons et fruits de mer locaux. Les uga, taro, ignames, manioc et fruit à pain sont parmi les produits les plus populaires du marché.

### Littérature
John Puhiatau Pule est un écrivain niuéen de renom.
- Littérature de Niue (en)

### Évènements
Depuis 2007, tous les deux ans le Festival des arts et de la culture de Niue est organisé à Alofi.

## Croyances et religions

### Croyances polynésiennes

#### Origine du feu
Selon l'anthropologue écossais James George Frazer, « [les Niuéens] racontent une histoire sur l'origine du feu qui, bien que nous la possédions seulement sous une abrégée, semble coïncider pour l'essentiel avec la version tonguienne. Selon eux, un père et un fils, tous deux nommés Maui, descendaient dans le monde inférieur à travers un buisson de roseaux. Le plus jeune Maui vola le feu dans le monde inférieur et l'ayant avec lui remonta le passage, et, avant que son père pût le rattraper mit le feu à la brousse dans toutes les directions. Le père essaya de l'éteindre, mais en vain, et les habitants de l'Île Sauvage disent que depuis l'exploit du jeune Maui ils ont toujours eu du feu et cuit leur nourriture ».
Le mythe de Niue a été recueilli sous une forme légèrement différente par le sir Basil Thomson. Selon cette version, jadis, peu après que l'île eu émergée de flots, « Maui vivait juste en dessous de la surface de la Terre. Il préparait sa nourriture secrètement et son fils, qui avait été longtemps alléché par l'odeur délicieuse de la nourriture de son père, se cacha pour observer cette opération et vit pour la première fois du feu. Quand Maui se fut écarté, il vola un brandon enflammé et s'enfuit par l'ouverture d'une des cavernes de Niue, où il mit le feu à un ovava. Et de là vient que les Niuéens tirent du feu de bois de l'ovava en le frottant avec des éclats du bois dur du kavika »,.

### Religions chrétiennes
L'Église chrétienne congrégationaliste de Niue (en niuéen Ekalesia Niuē), proche de la Société des missionnaires de Londres, est présente sur l'île. Selon le ministère de l’Europe et des Affaires étrangères, la population niuéenne est à 67 % de confession protestante. Les catholiques, adventistes, témoins de Jéhovah représentent 10 % de la population.

## Patrimoine
- Le Musée national de Niue à Alofi conserve des objets ayant une importance culturelle et historique pour le patrimoine local.

## Galerie

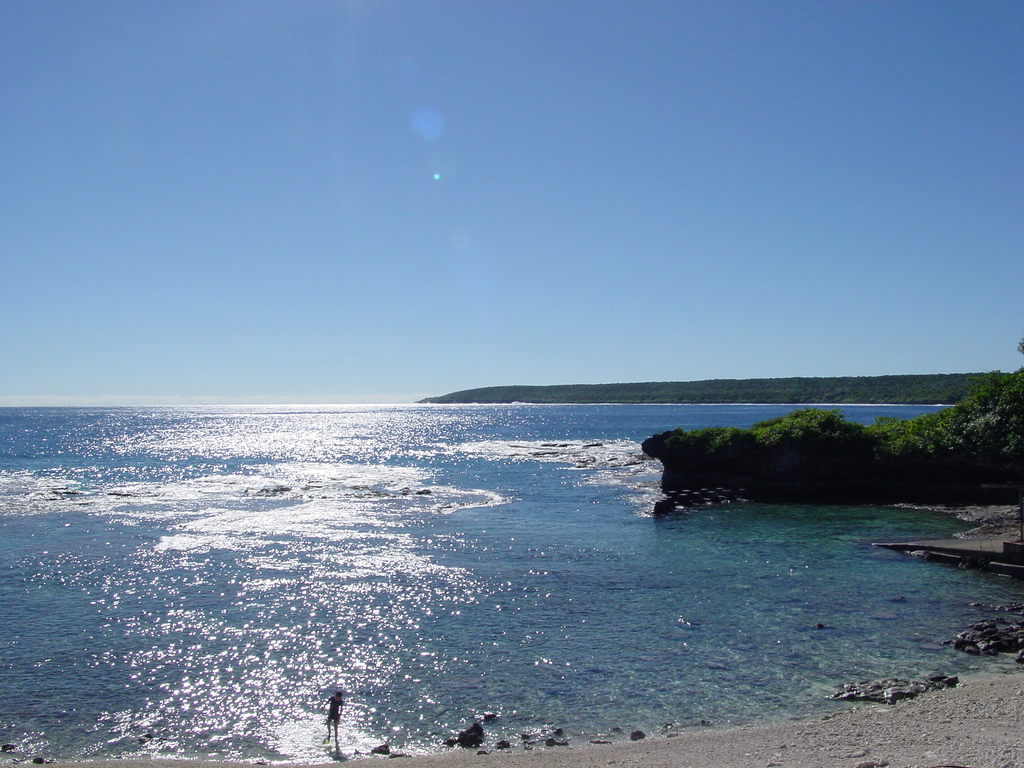
Le rivage à Avatele.
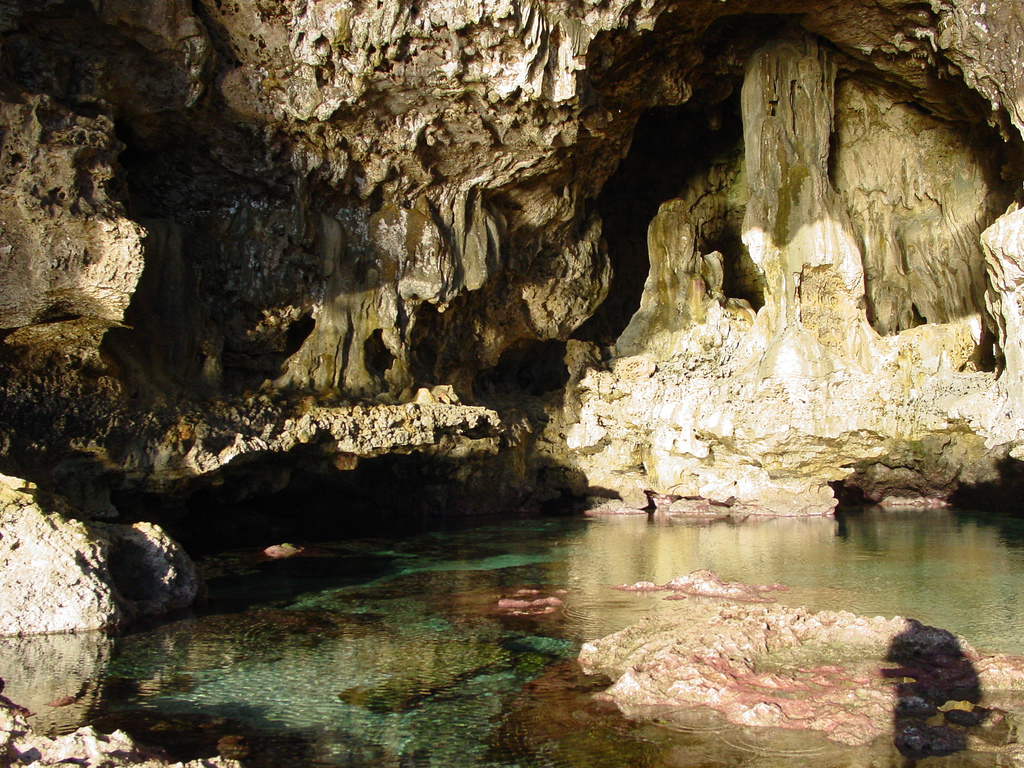
La grotte d'Avaiki.